# 1798 en Lorraine
Chronologie de la Lorraine
- 1794
- 1795
- 1796
- 1797
- 1798
- 1799
- 1800
- 1801
- 1802

Cette page est une liste d'événements qui se sont produits durant l'année 1798 en Lorraine.

## Événements

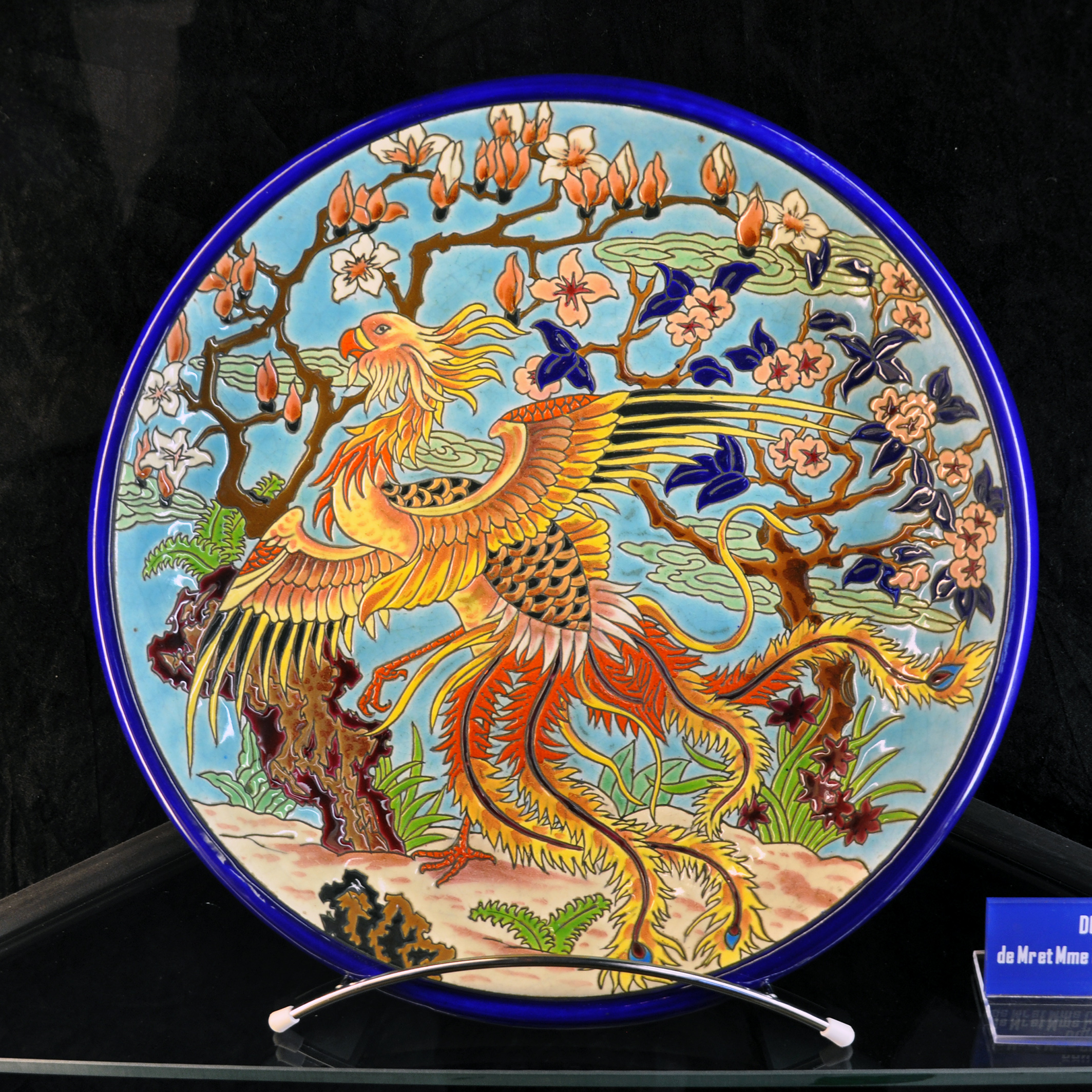
Emaux de Longwy : plat phenix.

- Fondation de la Faïenceries et émaux de Longwy sous l'impulsion de Charles Régnier[1].
- 13 avril (24 germinal an VI), sont élus députés de la Moselle au Conseil des Cinq-Cents : Paul Abraham Giral et Charles Hannaire-Viéville
- 13 avril (24 germinal an VI), est élu député de la Moselle au Conseil des Anciens : Jacques-Nicolas Husson
- 13 avril (24 germinal an VI), est élu député de la Moselle au conseil des Cinq-cents : Nicolas Barthélemy (homme politique), élu le 25 germinal an VI, il devient questeur en l'an VIII.

### Presse écrite
- Fin de la parution du (Le) Patriote de la Meurthe, qui était édité tous les 2 jours à Nancy[2].
- Le Journal moral et politique de Nancy sort tous les deux jours. 74 numéros seront édités[3].
- Création à Nancy du Journal de la Meurthe[4].

## Naissances

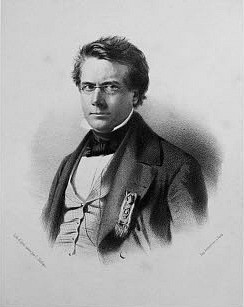
Charles François Woirhaye (1798-1878)

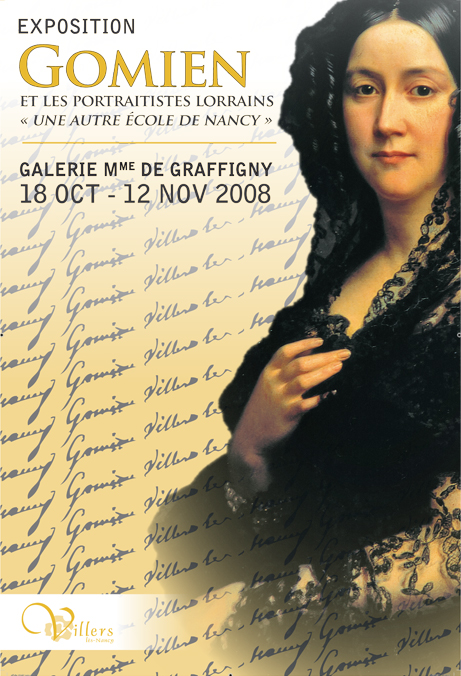
Affiche d'une exposition de Gomien.

- Barbe Françoise Madeleine Didion, dite Madeleine Didion, née  à Nancy en 1798[5] et décédée le 7 janvier 1836, brodeuse lorraine et bienfaitrice de la ville de Nancy.
- 20 janvier (1er pluviôse an VI)[6] à Nancy : Charles Voirin dit Varin, dramaturge français mort à Paris le 24 avril 1869.
- 17 février à Nancy : Georges La Flize est un homme politique français décédé le 4 janvier 1880 à Nancy.
- 27 février  à Damas-devant-Dompaire : Dominique Perrin, homme politique français décédé le 1er février 1876 à Leffonds[7].
- 22 mars : Isidore Didion (1798-1878), mathématicien et général français du XIXe siècle.
- 26 mars à Épinal : Émile Perreau, homme politique français décédé le 17 février 1850 à Paris.
- 27 mars à Épinal: Charles-Joseph Bresson, mort suicidé à Naples (Italie) le 2 novembre 1847, diplomate et homme politique français.
- 31 mars à Ludres : Charles Charon, homme politique français décédé le 19 septembre 1876 à Nancy (Meurthe-et-Moselle).
- 7 avril :
  - à Metz : Jean-Charles Herpin (1798-1872), médecin et érudit français du XIXe siècle. Il est l'auteur de nombreuses publications sur la santé, l'agriculture et la nature[8].
  - à Verdun (Meuse) : Félix Chadenet, homme politique français décédé le 24 septembre 1874 à Damvillers (Meuse).
- 22 avril à Nancy : Louis Paul Gomien[9], mort à Paris le 3 mars 1846[10], un peintre portraitiste français, spécialiste des miniatures, appartenant à l'École de Nancy.
- 30 avril à Bitche : Charles Gabriel César Gudin est un général et homme politique français décédé le 9 janvier 1874 à Paris.
- 31 mai à Metz : Charles François Woirhaye, décédé à Nancy, le 11 janvier 1878 [11]. Homme politique français.
- 26 août à Nancy : Pierre-Daniel Martin-Maillefer dit Maillefer[12] et décédé à Hyères le 18 février 1877[13], est un journaliste et diplomate français.
- 30 août à Metz : Amable Tastu, morte le 11 janvier 1885 à Palaiseau (Essonne), femme de lettres française, poétesse et librettiste.
- 7 octobre à Mirecourt : Jean-Baptiste Vuillaume, mort le 19 mars 1875 à Paris 17e, est un luthier français.
- 23 novembre à Nancy[14] : Catherine-Caroline Comte, dite Mademoiselle Valmonzey[15], actrice française morte sur scène le 21 janvier 1835[16] à Paris.
- 24 novembre à Metz : Félix Maréchal, mort le 29 mars 1871 à Metz, médecin et homme politique français. Il fut président du Conseil général de la Moselle de 1848 à 1851.
- 8 décembre à Nancy : Charles Bourcier de Villers, homme politique français décédé le 12 juin 1874 à Nancy.

## Décès
- 30 juillet à Dieuze dans le département historique de la Meurthe : Louis-Gabriel, comte de Gomer, né le 25 février 1718 à Quevauvillers (Picardie), militaire français, inventeur des mortiers à la Gomer.
- 13 novembre : Dominique Prosper de Chermont, né le 24 novembre 1741 à Toul (Meurthe), et mort à Pondichéry est un général français et un administrateur colonial français .